# Beamys major
Beamys major is een Afrikaanse knaagdierensoort uit de familie Nesomyidae. De wetenschappelijke naam van de soort is in 1914 voor het eerst geldig gepubliceerd door Guy Dollman.
Beamys major komt voor in oost-Afrika (Malawi, Zambia, Tanzania). De soort werd ontdekt in Nyasaland (het huidige Malawi). Dollman schreef dat de soort verwant is aan Beamys hindei, de enige andere bekende soort uit het geslacht Beamys. Ze heeft dezelfde kleur van vacht, maar is aanzienlijk groter. Kop en lichaam van de gedroogde huid van het type waren 160 mm lang, de staart 132 mm.